# Kaédi
Kaédi (en arabe : كيهيدي) est une commune et une ville du sud de la Mauritanie ainsi que la capitale de la région du Gorgol. Elle est située sur la rive droite du fleuve Sénégal qui délimite la frontière entre la Mauritanie et le Sénégal. Une localisation propice aux échanges commerciaux, mais qui place aussi la commune au cœur des tensions entre les communautés locales comme entre les deux pays, comme ce fut le cas lors du conflit sénégalo-mauritanien des années 1980.

## Géographie
La commune de Kaédi est située à l'ouest dans la région de Gorgol et s'étend sur 217 km2. Elle est délimitée au nord par la commune de Ganki, à l'est par la commune de Djewol, au sud par le fleuve Sénégal, qui fait la frontière avec le Sénégal, à l'ouest par la commune de Néré Walo.
Cette commune est constituée de nombreuses localités, comme le village de Bélinabé, dont la plus importante est la ville de Kaédi, l'un des plus gros centres urbains du pays et qui représente une très grosse partie de la population de la commune. La ville de Kaédi est située au confluent du fleuve Sénégal et de l'un de ses affluents, le Gorgol, qui a donné son nom à la région. Elle est distante d'environ 435 km de la capitale, Nouakchott.

## Histoire
Kaédi a été érigée en commune par l'ordonnance du 20 octobre 1987, instituant les communes de Mauritanie.

## Démographie
La population de la commune s'est fortement accrue dans les années 1980, atteignant 30 515 habitants au moment du recensement de 1988, alors qu'ils n'étaient que 20 000 dix ans plus tôt. L'essor démographique, quoiqu'un peu plus modéré, s'est poursuivi et les chiffres du recensement de 2000 font état de 34 274 habitants.
Lors du Recensement général de la population et de l'habitat (RGPH) de 2013, une forte croissance démographique est de nouveau constatée puisque la population atteint 49 152 habitants, soit une croissance annuelle de 3 % entre 2000 et 2013.
Culturellement, Kaédi est l'une des villes les plus diversifiées en Mauritanie, sa population étant composée de communautés de Soninkés, de Peuls qui constituent la grande majorité de ses habitants, de « Maures blancs » (en arabe : البيضان al-bedhan ) et de « Maures noirs » (en arabe : السودان. al-soudan).

## Administration
Kaédi est la capitale de la région administrative ou wilaya de Gorgol ainsi que le chef-lieu de la moughataa du même nom, le département de Kaédi.

### Liste des maires
| Période                                  | Période | Identité          | Étiquette | Qualité |
| ---------------------------------------- | ------- | ----------------- | --------- | ------- |
| Les données manquantes sont à compléter. |         |                   |           |         |
| 2008                                     | 2018    | Sow Moussa Demba, |           |         |
| 2018                                     | 2023    | Tahara Baradji    |           |         |

## Économie
L'agriculture est au centre de l'économie de Kaédi, comme quasiment toutes les communes de la région. Mais cette économie est fragile car elle rencontre des obstacles à son développement, notamment les conditions climatiques ou le manque de moyens dont souffrent les agriculteurs. Pour faire face à ces obstacles, l'État mauritanien et plusieurs ONG financent des projets qui améliorent les conditions de vie de la population.
Cette région est l'une des rares du pays à avoir une activité dans le domaine de l'agriculture sédentaire (riziculture). La commune développe également d'autres activités telles que le commerce ou l'élevage.
La ville de Kaédi est une ville commerciale avec un centre médical et un centre pour les fermiers de la région. Le marché est considéré comme un des plus importants de Mauritanie, bien qu'il soit un reflet plus de la culture subsaharienne du Sénégal voisin que de la culture Maure du nord du pays.

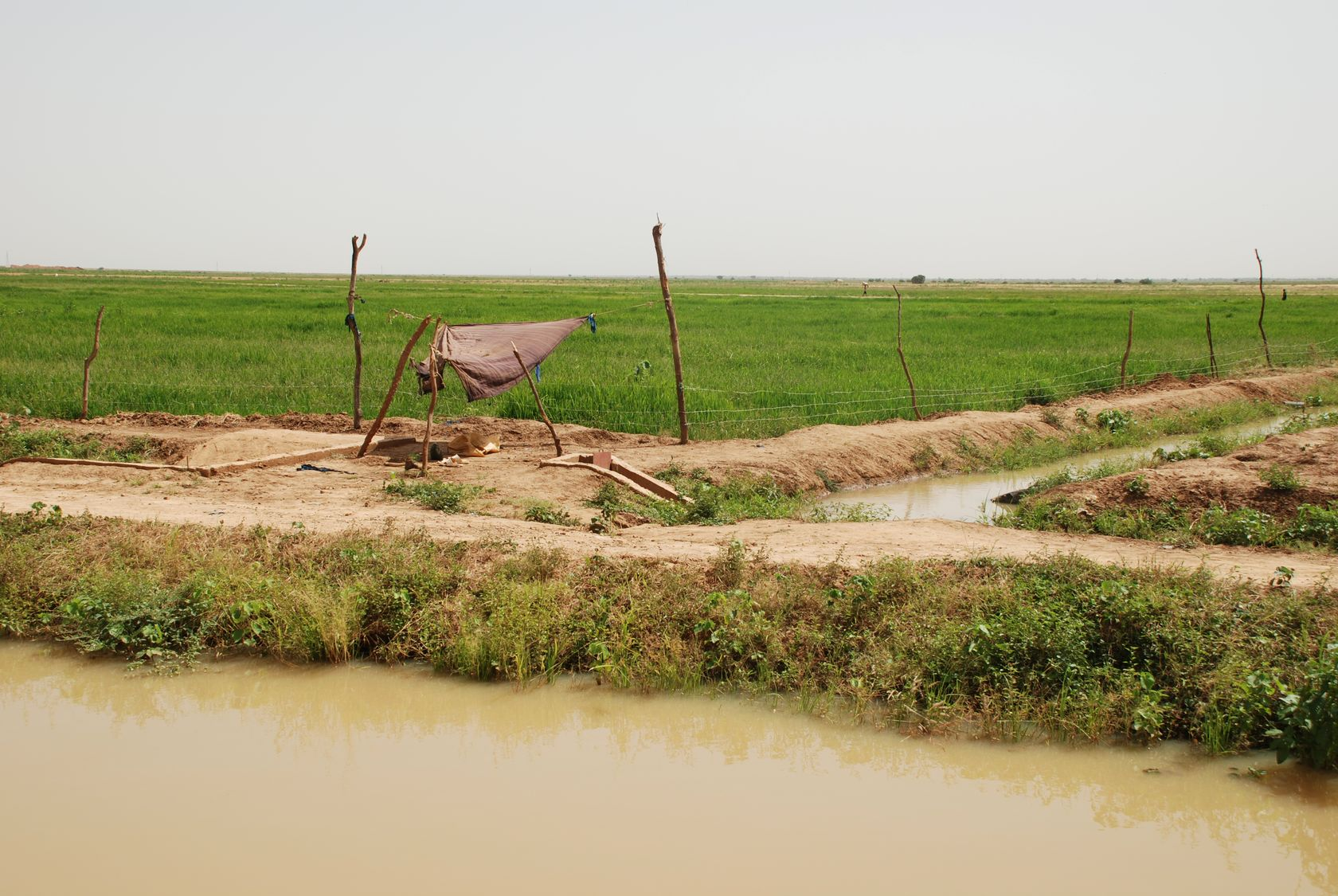
Rizières irriguées par le Gorgol
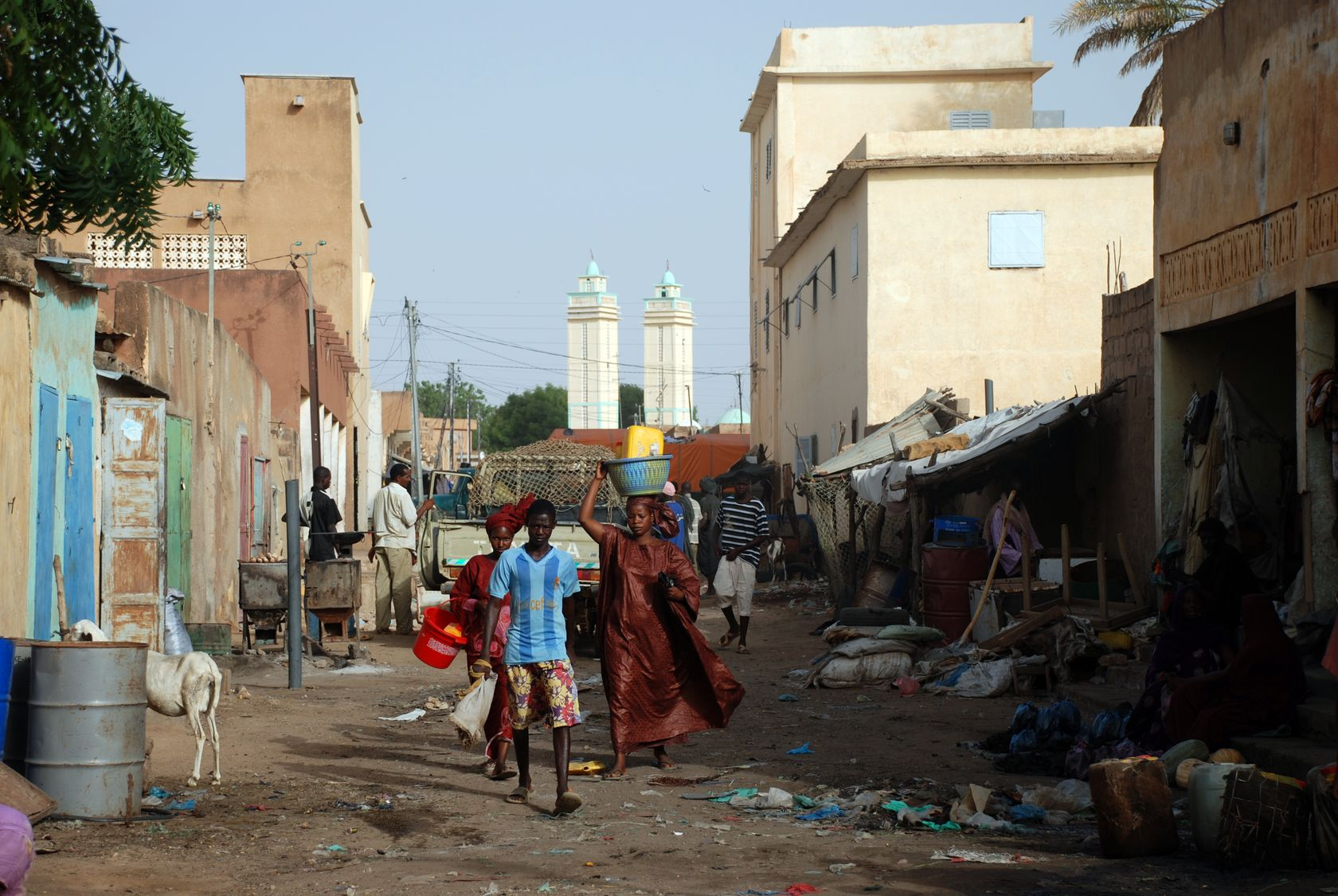
Rue commerçante du centre

## Architecture et urbanisme
L'architecture de la ville consiste principalement en des bâtiments à toit plat de couleur brune. Certains sont en terre (notamment dans la vieille ville), d'autres sont en blocs de ciment recouverts d'un crépi pigmenté à l'ocre d'une teinte similaire à la terre.
Une exception remarquable cependant est constituée par l'architecture inhabituelle de l'hôpital régional de Kaédi, qui a été construit en 1989 et est constitué de dômes ogivaux reliés par des couloirs voûtés. Cette architecture, récompensée par le Prix Aga Khan d'architecture, est l’œuvre de Fabrizio Carola de l'Association pour le développement de l'architecture et de l'urbanisme africain (ADAUA), qui a pour objectif le développement de modèles architecturaux urbains africains utilisant les matériaux et les technologies locales.

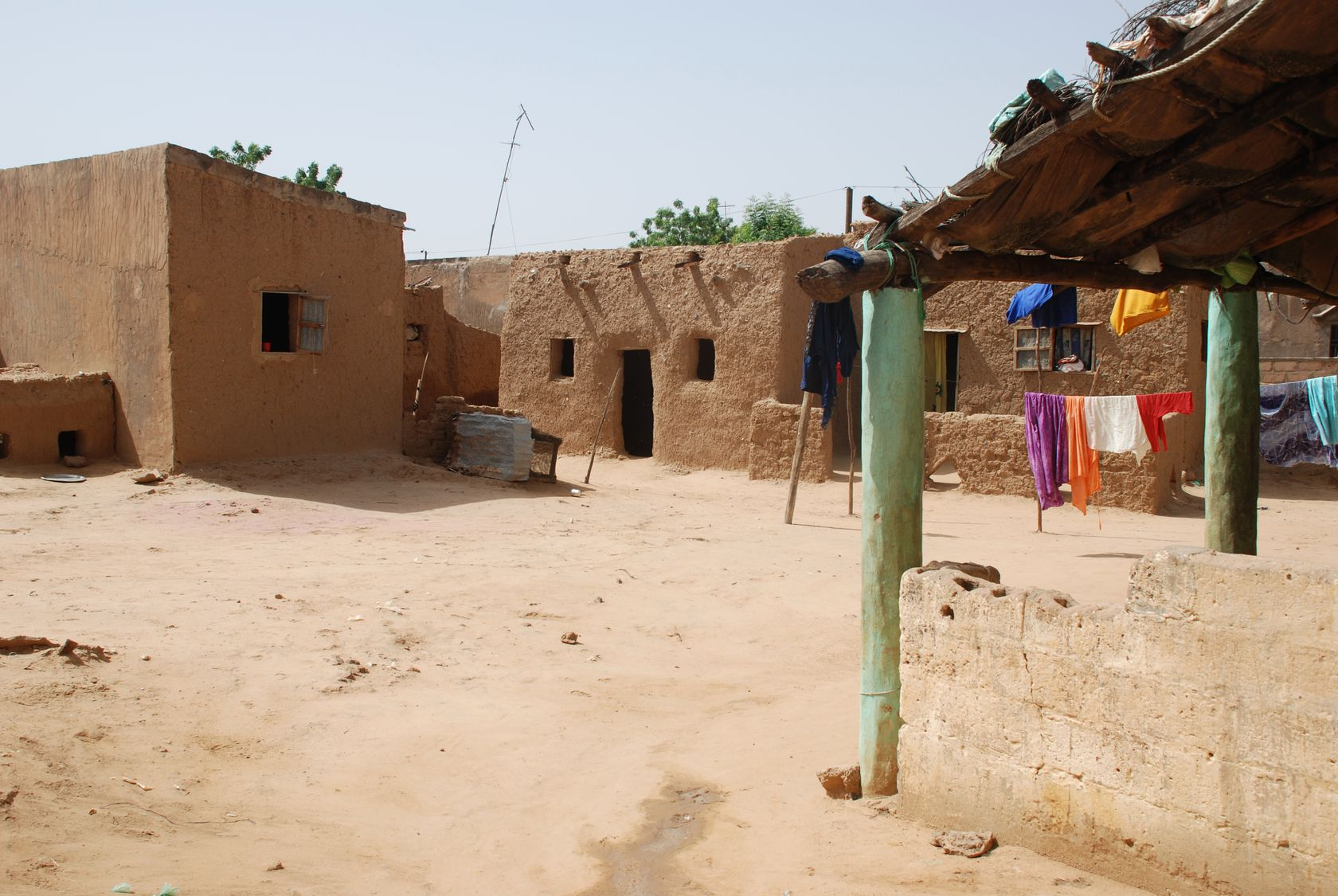
Maisons à toit plat
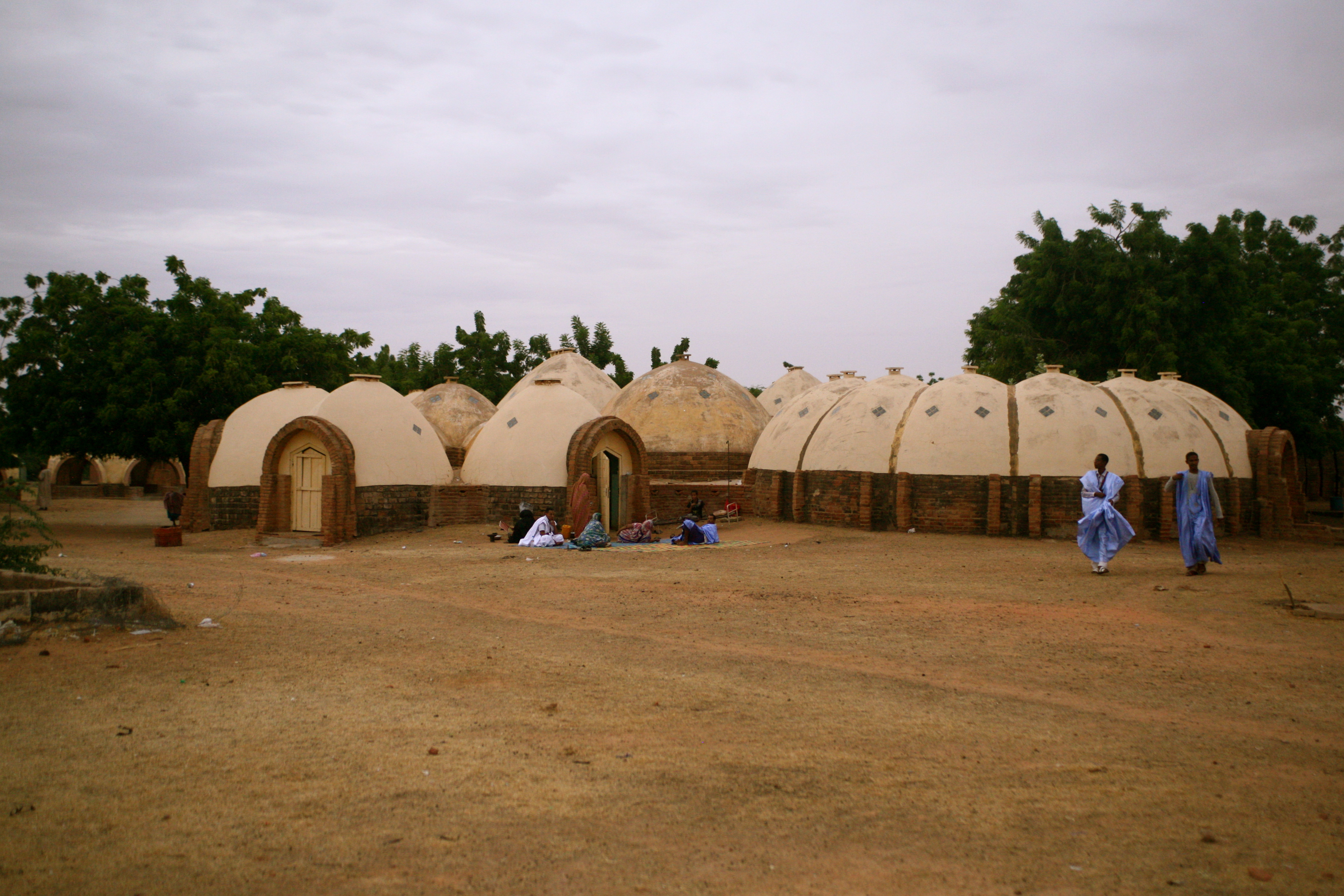
Hôpital régional de Kaédi
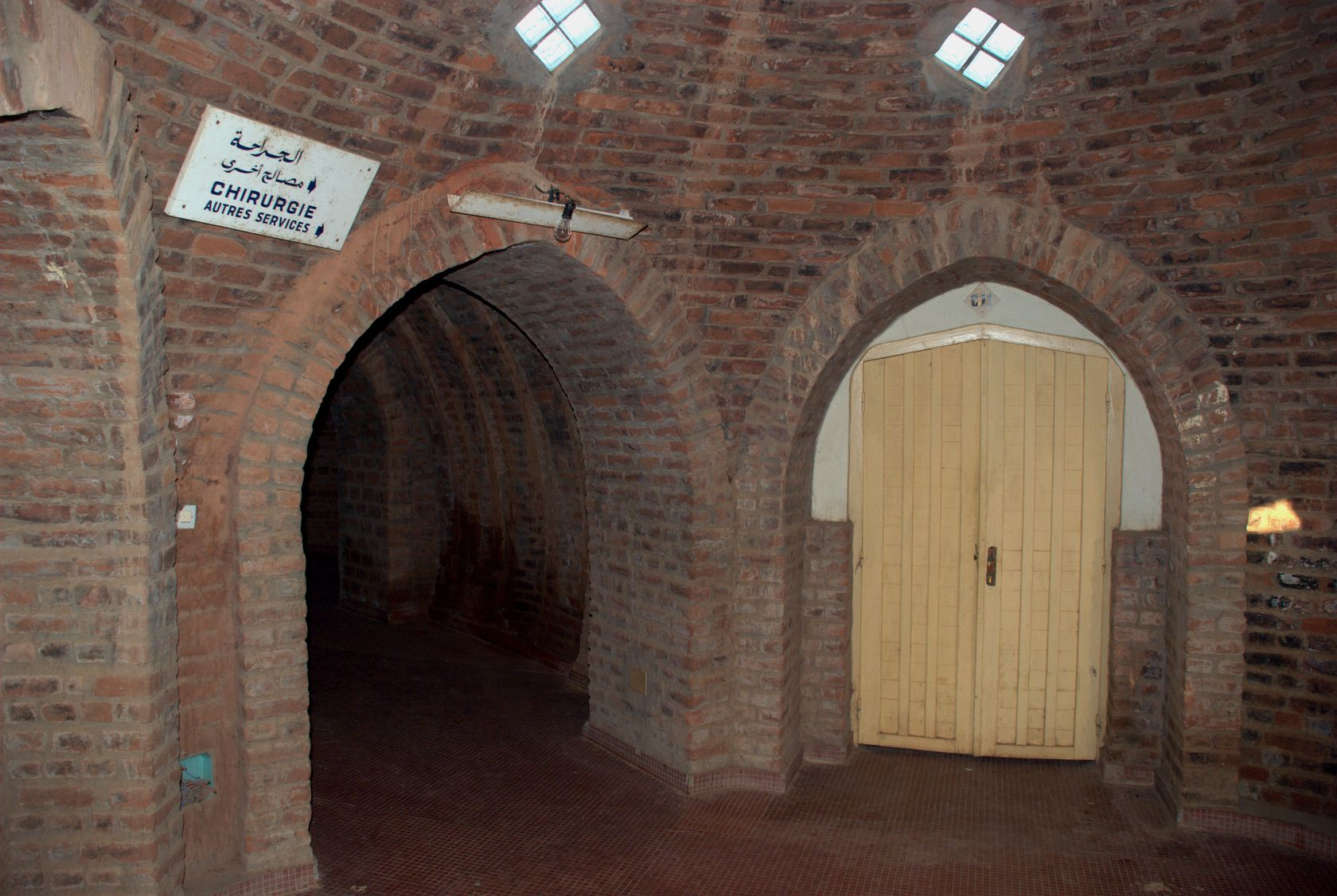
Couloirs voûtés de l'hôpital

## Éducation
Le lycée de Kaédi est l'un des plus anciens de Mauritanie. Il a formé plusieurs hauts cadres du pays et continue d'avoir l'un des taux de réussite les plus élevés au Bac. Il accueille des élèves qui viennent de toute la région et même d'autres régions.
Depuis 2016, une MFR (Maison Familiale Rurale) est en activité. Ses premières actions de formation sont tournées vers la production agricole (productions végétales et élevage) afin que les jeunes se dotent de compétences permettant d'améliorer les performances de production des espaces agricoles exploités par les familles disposant de terres.
Kaédi, comme beaucoup de villes le long du fleuve Sénégal, a été profondément affectée par le Conflit sénégalo-mauritanien de 1989, et ne s'en n'est pas encore vraiment remise d'un point de vue économique. 
La ville dont la population a toujours été frondeuse vis a vis du pouvoir central , s'est vue marginalisée par le gouvernement mauritanien notamment durant la présidence de Ould Taya, mais une dynamique de développement a été insufflée par les enfants du pays qui revenaient au bercail avec des investissements conséquents.

## Transport
Kaédi possède un aéroport (code AITA : KED).
En 2008, un accord a été signé avec des investisseurs Chinois pour la construction d'une ligne de chemin de fer de Kaédi jusqu'à la capitale Nouakchott, principalement pour le transport de phosphate. 200 km supplémentaires seraient nécessaires pour les relier aux chemins de fer sénégalais à Linguère et 250 km pour joindre Bala.

## Sport
En 2023, Kaédi a un club de football au plus haut niveau du football mauritanien: la Super D1. Le club du Kaédi FC y a été promu en 2017. Avant lui, le club du FC Gourel Sangué était monté en première division en 2021 pour une saison et le club du ADK Moderne pour deux saisons en 2013.

## Personnalités liées à Kaédi
- Youssouf Gueye (1928-1988), écrivain et poète est né à Kaédi.